# Michael Smith
Michael Smith (26.4.1932 – 4.10.2000) là nhà hóa sinh người Canada gốc Anh đã đoạt Giải Nobel Hóa học năm 1993 (chung với Kary Mullis).

## Tiểu sử
Michael Smith sinh ngày 26.4.1932 tại Blackpool, Anh, và học ở "trường Arnold" tại Blackpool, rồi vào học ở Đại học Manchester và đậu bằng tiến sĩ năm 1956. Sau đó ông sang nghiên cứu sau tiến sĩ ở phòng thí nghiệm của Gobind Khorana tại Đại học British Columbia, Vancouver, Canada. 

## Sự nghiệp
Michael Smith đã phát triển một kỹ thuật để biến đổi gen bằng cách sắp xếp lại các phân tử nhỏ tạo thành gen được gọi là nucleotide. Việc sắp xếp lại các nucleotide trong một gen đã có thể gây ra một đột biến gen
Ông tiếp tục làm việc ở Đại học British Columbia từ năm 1956 cho tới khi nghỉ hưu năm 1997.
Năm 1981 ông đồng sáng lập công ty công nghệ sinh học ZymoGenetics. Năm 1987 ông thành lập và làm giám đốc Phòng thí nghiệm Công nghệ Sinh học của Đại học British Columbia.

## Đời tư
Ông kết hôn với Helen (nhưng ly dị năm 1983). Họ có hai người con trai và hai con gái.

## Giải thưởng và Vinh dự
- Tháng 3 năm 1986 ông được bầu làm hội viên Hội hoàng gia Luân Đôn [1]
- Năm 1993 ông đoạt Giải Nobel Hóa học cho các đóng góp cơ bản của ông vào việc lập ra kỹ thuật biến đổi gen có hướng dẫn, dựa trên oligonucleotide [2], có lợi trong nghiên cứu di truyền học và protein cũng như kỹ thuật di truyền.

Ông đã tặng khoản tiền thưởng của giải Nobel cho việc nghiên cứu "bệnh tâm thần phân lập" (Schizophrenia) ở Trung tâm nghiên cứu khoa học Đại học British Columbia và cho "Hội Khoa học và Công nghệ Canada".
- Từ năm 1994 "Hội đồng nghiên cứu kỹ thuật và khoa học tự nhiên Canada" đã lập ra Giải Michael Smith, thưởng cho các công dân và tổ chức Canada có thành tích trong xúc tiến khoa học.
- Huân chương Canada.
- Năm 2001 Michael Smith Foundation for Health Research được thành lập và đặt theo tên ông.
- Năm 2004 Các phòng thí nghiệm Công nghệ sinh học của Đại học British Columbia được đặt tên lại là Michael Smith Laboratories Lưu trữ ngày 10 tháng 5 năm 2010 tại Wayback Machine để vinh danh ông.
- Canada's Michael Smith Genome Sciences Centre được đặt theo tên ông.
- Năm 2004 "Trung tâm nghiên cứu khoa sinh học" mới lập ở Đại học Manchester được đặt tên là Michael Smith Building Lưu trữ ngày 3 tháng 10 năm 2011 tại Wayback Machine để vinh danh ông.

## Tác phẩm chọn lọc
- Ferrer, J.C., Turano, P., Banci, L., Bertini, I., Morris, I.K., Smith, K.M., Smith, M., Mauk, A.G. (1994). Active site coordination chemistry of the cytochrome c peroxidase Asp235Ala variant: Spectroscopic and functional characterization. Biochem. 33: (25) 7819-7829.
- Guillemette, J.G., Barker, P.D., Eltis, L.D., Lo, T.P., Smith, M., Brayer, G.D., Mauk, A.G. (1994). Analysis of the biomolecular reducation of ferricytochrome c by ferrocytochrome b5 through mutagenesis and molecular modelling. Biochimie 76: 592-604.
- Berghuis, A.M., Guillemette, J.G., Smith, M., and Brayer, G.D. (1994). Mutation of tyrosine-67 to phenylamaine in cytochrome c significantly alters the local heme environment. J. Mol. Biol. 235: 1326-1341.
- Rafferty, S.P., Guillemette, J.G., Smith, M., and Mauk, A.G. (1996). Azide binding and active site dynamics of position-82 variants of ferricytochrome c. Inorg. Chem. Acta.242: 171-177.
- Woods, A.C., Guillemette, J.G., Parraish, J.C., Smith, M., Wallace, C.J.A. (1996). Synergy in Protein Engineering. Mutagenic manipulation of protein structure to simplify semisynthesis. J. Biol. Chem. 271: (50) 32008-32015.
- Hildebrand, D.P., Ferrer, J.C., Tang, H.-L., Smith, M., and Mauk, A.G. (1996). Trans effects on cysteine ligation in the proximal His93Cys variant of horse heart myoglobin. Biocchemistry 34: 11598-11605.
- Hildebrand, D.P., Ferrer, J.C., Tang, H.-L., Luo, Y., Hunter, C.L., Brayer, G.D., Smith, M. and Mauk, A.G. (1996). Efficient coupled oxidation of heme by an active site variant of horse heart myoglobin. J. Am. Chem. Soc. 118: (51) 12909-12915.
- Maurus, R., Overall, C.M., Bogumil, R., Luo, Y., Mauk, A.G., Smith, M., and Brayer, G.D. (1997). Thermal stabilization of horse heart myoglobin through modification of ahydrophobic cluster in the proximal heme pocket. Biochem. Acta. 1341: 1-13.

## Liên kết
- Nobelprize.org, Giải Nobel Hóa học 1993
- Michael Smith Labs Biography of Michael Smith
- Nobel Autobiography